# Ossun

Ossun este o comună în departamentul Hautes-Pyrénées din sudul Franței. În 2009 avea o populație de 2.316 de locuitori.

## Evoluția populației
| An        | 1975  | 1982  | 1990  | 1999  | 2006  | 2009  |
| --------- | ----- | ----- | ----- | ----- | ----- | ----- |
| Populație | 1.837 | 1.757 | 2.083 | 2.171 | 2.251 | 2.316 |